# Bill Burl
William Francis „Bill“ Burl (* 6. Januar 1905 in Paddington (London); † 5. Oktober 1966 in Richmond (Victoria)) war ein britischer Radrennfahrer.

## Sportliche Laufbahn
1934 wurde er Vize-Meister im Tandemrennen der Amateure. Von 1937 bis 1939 war er Berufsfahrer.
Burl und Charles Holland waren 1937 die ersten britischen Teilnehmer der Tour de France, die er jedoch nicht beendete. In jener Saison startete er auch im Rennen der UCI-Straßen-Weltmeisterschaften, schied jedoch aus.